# Lịch sử phần mềm
Phần mềm là các lệnh được lập trình mà được lưu trữ trong bộ nhớ được lưu trữ của các máy tính kỹ thuật số để bộ xử lý thực hiện. Phần mềm là một sự phát triển gần đây trong lịch sử loài người và nó là nền tảng của Thời đại Thông tin.
Các chương trình của Charles Babbage cho Công cụ phân tích của ông vào thế kỷ 19 thường được coi là người sáng lập ra ngành này, mặc dù những nỗ lực của cả hai nhà toán học vẫn chỉ là lý thuyết, vì công nghệ của thời đại Babbage sống là không đủ để chế tạo máy tính. Alan Turing được ghi nhận là người đầu tiên đưa ra lý thuyết cho phần mềm vào năm 1935, dẫn đến hai lĩnh vực học thuật về khoa học máy tính và công nghệ phần mềm.
Thế hệ phần mềm đầu tiên cho các máy tính kỹ thuật số được lưu trữ sớm vào cuối những năm 1940 có các hướng dẫn được viết trực tiếp bằng mã nhị phân, thường được viết cho các máy tính lớn. Sau đó, sự phát triển của các ngôn ngữ lập trình hiện đại cùng với sự tiến bộ của máy tính gia đình sẽ giúp mở rộng đáng kể phạm vi và chiều rộng của phần mềm có sẵn, bắt đầu với ngôn ngữ lắp ráp và tiếp tục thông qua lập trình chức năng và mô hình lập trình hướng đối tượng.

### Nguồn gốc của khoa học máy tính

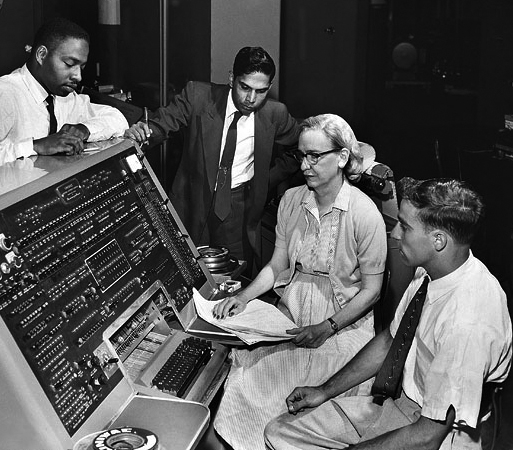
Grace Hopper và UNIVAC

### Chương trình Apollo

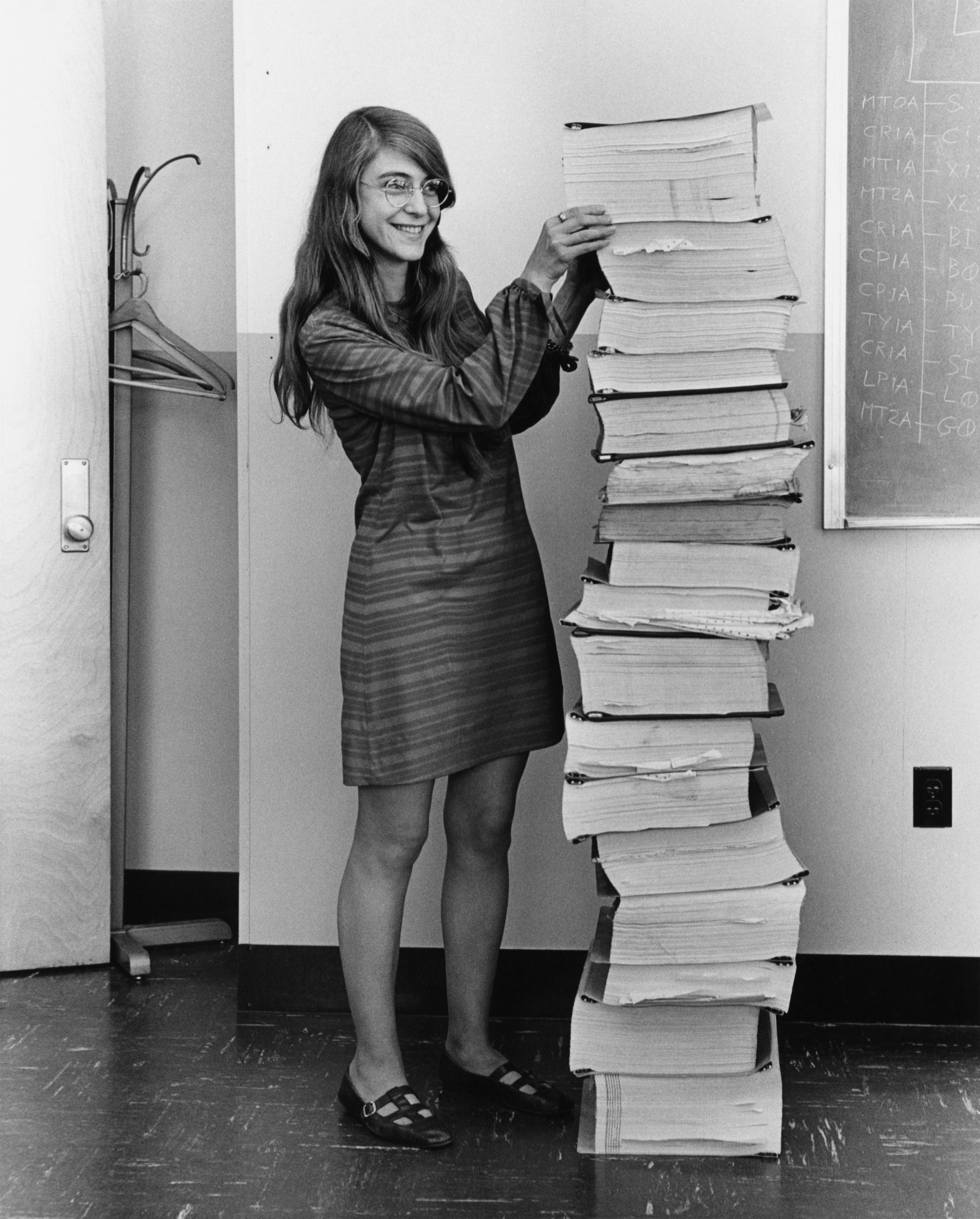
Margaret Hamilton bên cạnh một chồng mã nguồn mà cô và nhóm của mình đã viết cho các máy tính của Sứ mệnh Apollo.

## Trước khi máy tính kỹ thuật số với chương trình được lưu trữ